# Вюндеринк, Пит
Пи́тер (Пит) Вю́ндеринк (нидерл. Pieter "Piet" Vunderink; 11 декабря 1905, Амстердам — 20 мая 1989, там же) — нидерландский футболист, игравший на позиции полузащитника, выступал за амстердамский «Аякс».

## Спортивная карьера
С 13 лет Питер числился в футбольном клубе «Аякс», выступал за юношескую команду. Помимо футбола, он ещё играл за крикетную команду «Аякса». Его брат также был членом клуба; Руф сыграл в основе два матча, дебютировав в 1921 году, а затем более 40 лет проработал в структуре клуба.
В первой команде «Аякса» Пит дебютировал в гостевом матче 4-го тура чемпионата против «Харлема», состоявшемся 1 ноября 1925 года. Матч завершился вничью — 2:2.
Первый гол в чемпионате Вюндеринк забил в сезоне 1927/28. Это произошло 17 мая 1928 года в игре против «Велоситаса» из Гронингена. При счёте 1:3 в пользу амстердамцев Пит впервые в сезоне вышел на поле, заменив в середине второго тайма Юррианса. Он отличился после подачи углового. Победа на выезде позволила «Аяксу» занять второе место в чемпионате Нидерландов.
В семи сезонах Вюндеринк провёл в чемпионате 15 матчей, трижды становился чемпионом страны, и отличился одним забитым голом. В последний раз за красно-белых Пит сыграл 10 июня 1934 года против «Виллема II».

## Личная жизнь
Пит родился в декабре 1905 года в Амстердаме. Отец — Алберт Ян Вюндеринк, был родом из Эпе, мать — Герардина Кристины ван Тол, родилась в Харлеммермере. Родители поженились в апреле 1901 года в Амстердаме — на момент женитьбы отец был торговцем сухарями. В их семье был ещё сын Рулоф, родившийся в 1902 году.

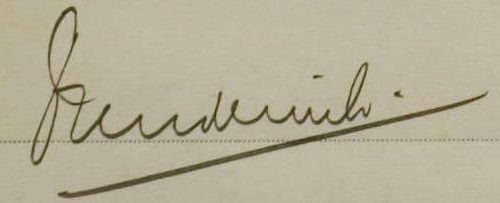
Автограф Вюндеринка, оставленный им в день бракосочетания, 22 мая 1930 г.

Женился в возрасте двадцати четырёх лет — его супругой стала 22-летняя Алида Геромс, дочь муниципального чиновника из Амстердама. Их брак был зарегистрирован 22 мая 1930 года в Амстердаме.
Умер 20 мая 1989 года в Амстердаме в возрасте 83 лет. Церемония кремации состоялась 25 мая в крематории кладбища Вестгарде.

## Достижения
«Аякс»
- Чемпион Нидерландов (3): 1930/31, 1931/32, 1933/34